# Eric Pinniger
Broome Eric Pinniger  (ur. 28 grudnia 1902 w Saharanpurze, zm. 30 grudnia 1996 w Edynburgu)  – indyjski hokeista na trawie. Dwukrotny złoty medalista olimpijski.
Z reprezentacją Indii brał udział w dwóch igrzyskach (IO 28, IO 32) na obu zdobywając złote medale. Na olimpiadach wystąpił w 7 meczach strzelając jednego gola.